# 기록연속성
기록 연속성(records continuum, レコ-ドコンチニュアム)은 기록의 생산 · 접수 및 분류 단계, 현재 활용을 위한 보관 단계, 준현용을 위한 중간 보존 단계, 최종 보존 기록관 단계 등 상호 연관된 4단계가 일체화되어 있음을 강조하는 기록학 모델. 이 기록 연속성 모델은 기록 생애 주기 모델처럼 현용 기록 단계와 역사 기록 단계로 확연히 구분되는 단계가 기록에는 존재하지 않는다고 본다. 
즉, 기록이 존재하는 전체 범위를 현용 기록 단계와 보존 기록 단계가 통합된 것으로 본다. 기록 연속성 개념은 1990년대 기록 관리에서의 기록 생애 주기 관리 모델에 대한 문제 제기에서 비롯되었다. 즉, 기록을 물리적 존재로서만 간주하는 생애 주기 모델은 불가피하게 기록과 보존 기록의 관리 단계를 단절적으로 구분하는 보관 주의의 관리 정책에 한정하게 되는데, 이 모델은 특정한 시간과 공간에 한정되지 않고 다양하게 연관되어 있는 기록을 관리하기 위한 것으로서는 적절하지 않다는 것이다. 
기록 생애 주기 모델에 기반한 기록은 일정한 물리적 단계에 따라 한정되는 ‘물리적 실체’인 반면, 기록 연속성 모델에서의 기록은 논리적 실재가 물리적 한정의 제한을 받지 않는 ‘논리적 실체’이다. 기록된 정보로서의 기록은 생애 주기 모델에 따르면 일정한 매체에 담겨 생산되고 포착되고 고정되지만, 논리적 · 개념적 구성체로서의 기록은 생산되기 이전 시점부터 기록의 폐기나 처분 이후의 시점까지 시 · 공간이 통합된 복합적인 현실 속에 존재한다. 여기서 복합적 현실이란 하나의 활동이 발생하고, 그 활동의 증거가 기록으로 만들어지고, 그 기록이 하나의 집합적인 기억으로 조직되는 과정에 나타나는 다양한 차원의 현실을 말하다. 기록 연속성은 그러한 기록이 존재하는 다양한 차원이 응집된 전체를 의미하는 것이다.
업워드(F. Upward)의 경우 기록 연속성 개념을 기록의 생산 · 획득 · 조직 · 다원화라는 4개의 차원에 증거 · 활동 · 주체 · 기록 관리라는 4개의 축선을 겹치는 그림으로 표현하였다. 기록 연속성 개념은 전자 환경에서의 기록 관리에 특히 중요하다.